# Luc Deconinck
Luc Deconinck (Torhout, 28 september 1954) is een Belgisch politicus van de N-VA en voormalig burgemeester van Sint-Pieters-Leeuw.
Hij is de zoon van oud-Volksunie-politicus Daniël Deconinck. Hij groeide op in Ukkel en liep school aan het Sint-Jan Berchmanscollege. Daarna studeerde hij rechten aan de Vrije Universiteit Brussel.
Bij de Kamerverkiezingen van juni 2010 en de Kamerverkiezingen van mei 2014 was hij lijstduwer (in respectievelijk Brussel-Halle-Vilvoorde en Vlaams-Brabant), maar werd in beide gevallen niet verkozen.
Deconinck was lijsttrekker in Sint-Pieters-Leeuw bij de gemeenteraadsverkiezingen van oktober 2012. Zijn partij werd er de grootste en sloot een coalitie met CD&V, waarbij hij burgemeester werd.
Tot 2005 was hij voorzitter van het Halle-Vilvoorde Komitee. Van 2005 tot 2010 was hij voorzitter van vzw 'De Rand'. In september 2010 volgde hij partijgenoot Steven Vandeput op als voorzitter van de raad van bestuur van de Vlaamse Maatschappij voor Sociaal Wonen (VMSW). Sinds 1 januari 2015 is hij er ondervoorzitter van.
Deconinck is tevens lid van het nationaal partijbestuur van de N-VA.